# Relaciones Canadá-Chile
Las relaciones Canadá-Chile se refiere a las relaciones internacionales entre Canadá y la República de Chile. Ambos países son miembros del Foro de Cooperación Económica Asia-Pacífico (APEC), las Naciones Unidas, la Organización de los Estados Americanos y la Organización para la Cooperación y el Desarrollo Económicos.

## Historia
En 1818, Chile declaró su independencia de España. En 1892, Chile abrió un consulado en la ciudad canadiense de Vancouver debido a la presencia de marineros chilenos en la ciudad. Chile continuaría abriendo consulados en otras ciudades canadienses como en Ciudad de Quebec (1885), Brantford (1907) y en Montreal (1923). En ese momento, Canadá no tenía una presencia diplomática en Chile, ya que todavía era parte del Imperio británico y todos sus asuntos internacionales se llevaban a través de Londres. Canadá asumió el control total de sus relaciones diplomáticas después de la aprobación del Estatuto de Westminster de 1931.
Durante la Segunda Guerra Mundial, Canadá comenzó a establecer relaciones diplomáticas con las naciones de América Latina. En 1941, una misión comercial canadiense se dirigió a Chile y firmó un tratado comercial. Chile, como miembro del Pacto ABC (lo cual también incluía a la Argentina y Brasil) fue visto como una importante nación miembro dentro de la región y Canadá estableció relaciones diplomáticas con Chile en 1941. En julio de 1942, Chile abrió una legación diplomática en Ottawa. Ese mismo año, Canadá también abrió una oficina de legación diplomática en Santiago. En junio de 1944, ambas naciones elevaron sus legaciones a embajadas.
El día 11 de septiembre de 1973, el General Augusto Pinochet destituyó del poder al Presidente chileno, Salvador Allende, en un golpe de Estado. Poco después del golpe, varios ciudadanos chilenos huyeron a la embajada de Canadá en Santiago para pedir asilo. Los primeros secretarios canadienses de la embajada, Marc Dolgin y David Adam, permitieron la entrada a los asilados chilenos y los alojaron en la embajada y en la residencia del embajador canadiense (en ese momento, el embajador estaba en la Argentina). Unas 16 personas fueron admitidas en la embajada. Después de un mes de acoger a los chilenos, Canadá (y el gobierno chileno) permitieron que las 16 personas fueran enviadas a Canadá para su reasentamiento. De 1973 a 1990, Canadá recibiría aproximadamente 7,000 ciudadanos chilenos como refugiados.
En 2016, ambas naciones celebraron 75 años de relaciones diplomáticas. Air Canada opera vuelos directos entre Toronto y Santiago. En junio de 2022, el presidente chileno Gabriel Boric viajó a Canadá y se reunió con el primer ministro Justin Trudeau.

## Visitas de alto nivel

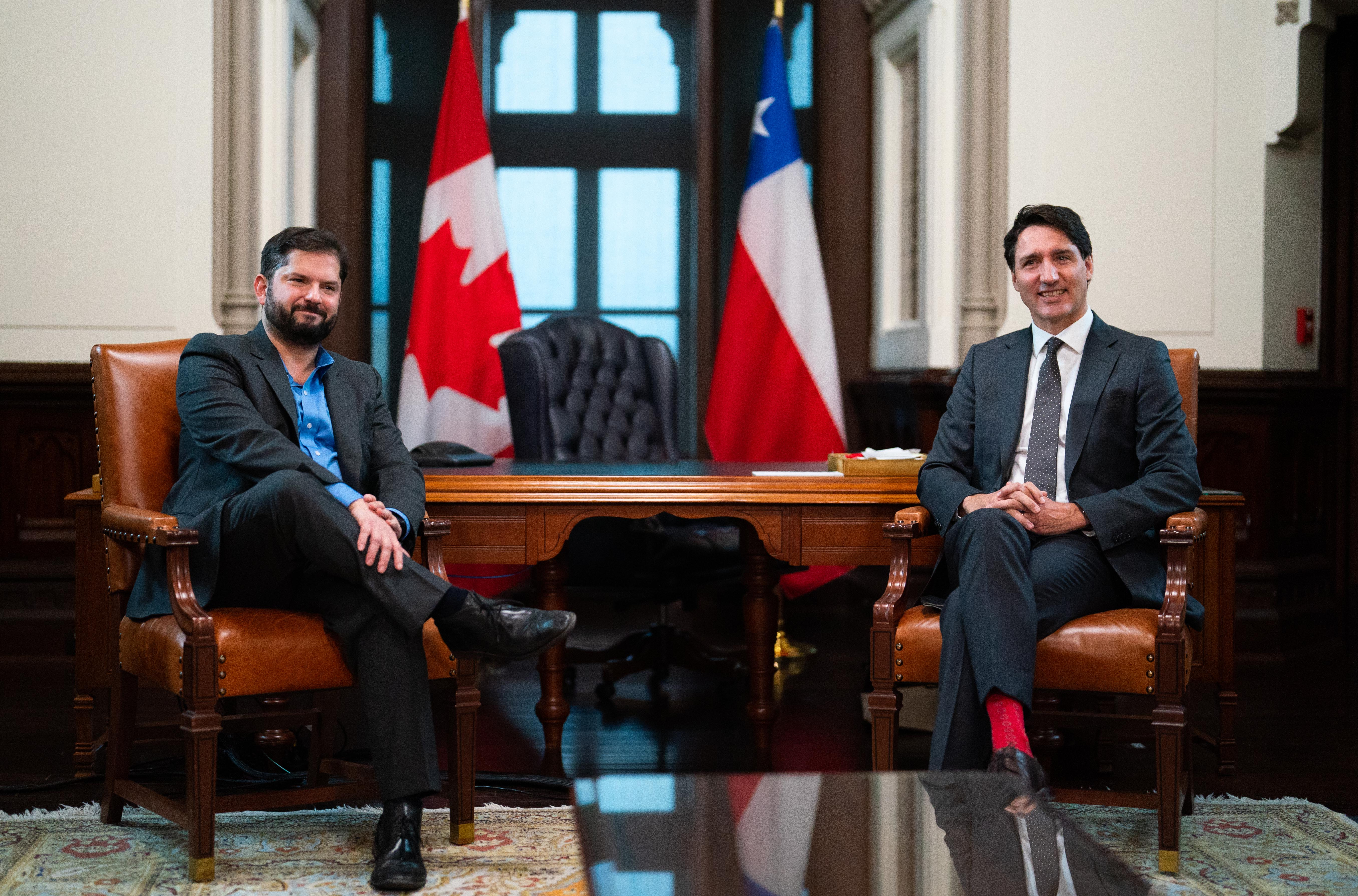
Primer ministro canadiense Justin Trudeau y el presidente chileno Gabriel Boric en una reunión bilateral en 2022.

Visitas de alto nivel de Canadá a Chile
- Primer ministro Jean Chrétien (1998)
- Primer ministro Paul Martin (2004)
- Primer ministro Stephen Harper (2012)

Visitas de alto nivel de Chile a Canadá
- Presidente Eduardo Frei Ruiz-Tagle (1997)
- Presidenta Michelle Bachelet (2008)
- Presidente Sebastián Piñera (2013)
- Presidente Gabriel Boric (2022)

## Relaciones comerciales
En 1996, Canadá y Chile firmaron un Tratado de Libre Comercio. En 2017, el comercio entre Canadá y Chile ascendía a $2.9 mil millones de dólares canadienses. Las exportaciones de Canadá a Chile incluyen: maquinaria, productos químicos, grasas y aceites de cereales y productos minerales. Las exportaciones de Chile a Canadá incluyen: cobre, piedras preciosas y metales (principalmente oro y plata), frutas, pescado y mariscos (salmón) y bebidas (vino). En 2015, Canadá tenía inversiones por valor de $15 mil millones de dólares en Chile y es el tercer mayor inversor en Chile después de los Estados Unidos y España. Las empresas canadienses multinacionales como Barrick Gold y Scotiabank invierten en Chile. El Vino de Chile se puede encontrar en todo Canadá.
En 2023, el intercambio comercial entre ambos países ascendió a los 2 147 millones de dólares estadounidenses, lo que supuso un 2,3% de crecimiento promedio anual en los últimos cinco años. Los principales productos exportados por Chile fueron ánodos de cobre, oro y plata, mientras que Canadá exportó mayoritariamente trigo, hulla bituminosa y azufre.

## Misiones diplomáticas
- Canadá tiene una embajada en Santiago de Chile.[6]
- Chile tiene una embajada en Ottawa y mantiene consulados-generales en Montreal, Toronto y Vancouver.[7]

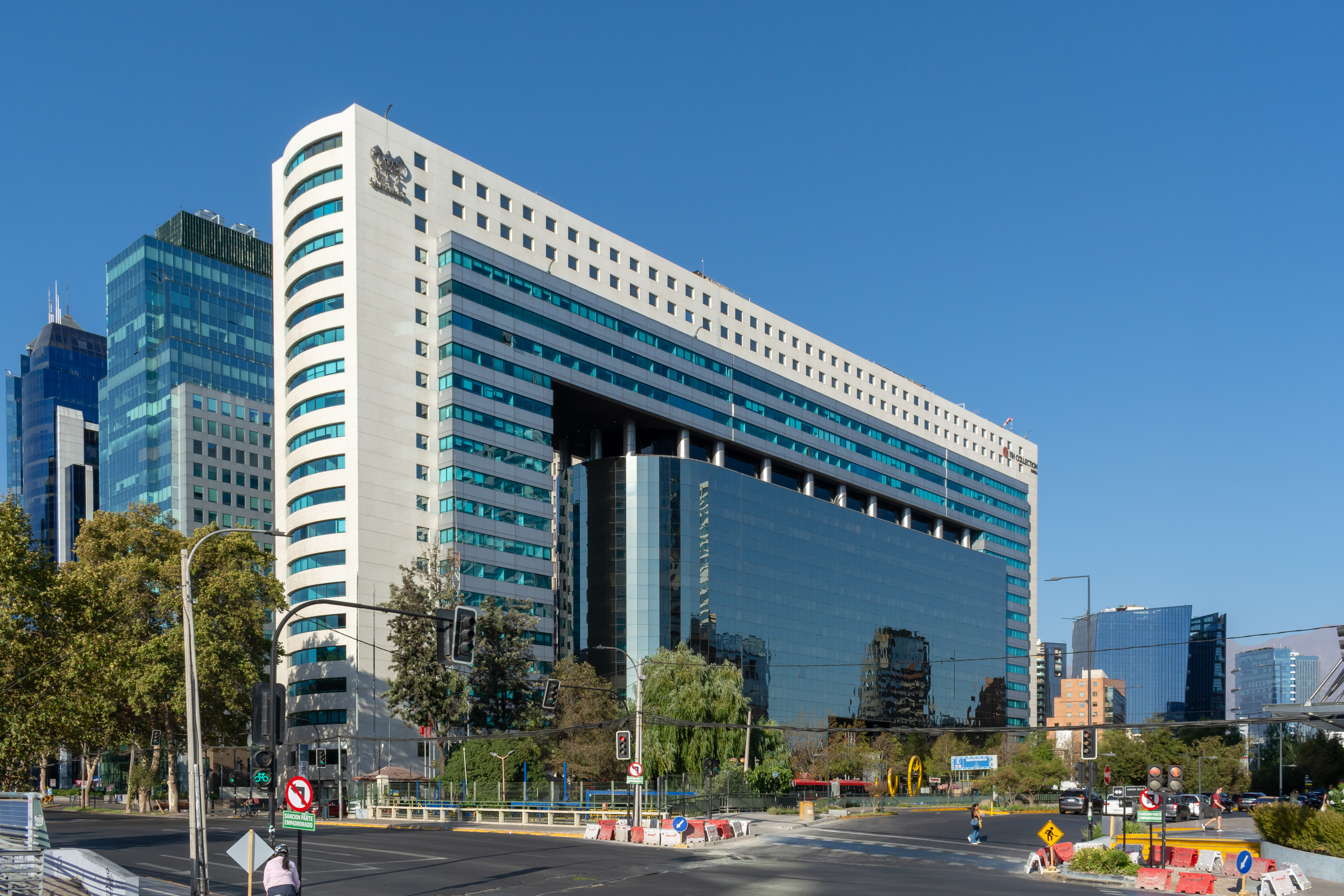
Edificio alojando a la Embajada de Canadá en Santiago
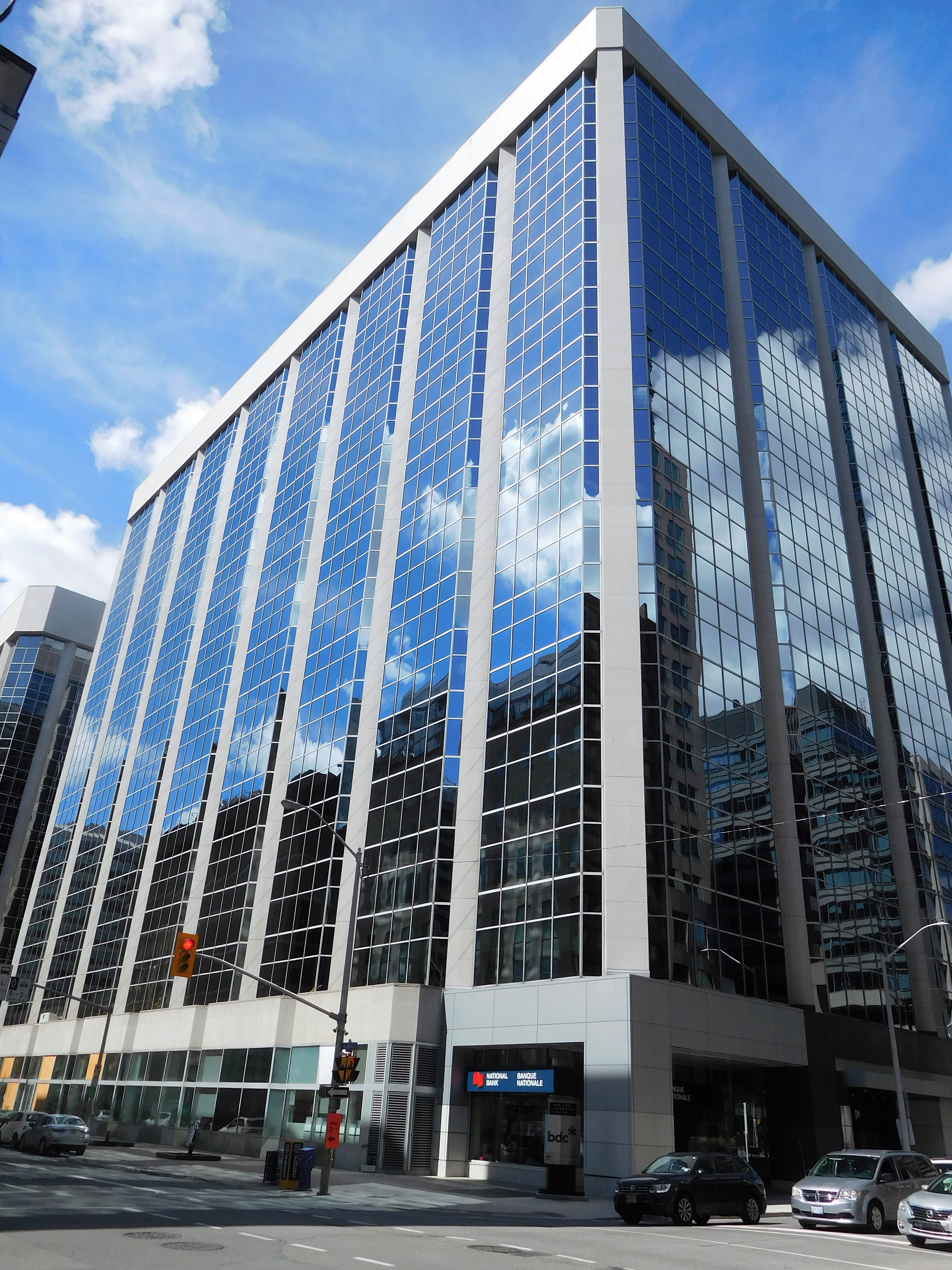
Edificio alojando a la Embajada de Chile en Ottawa